# Strada statale 12 radd dell'Abetone e del Brennero
La strada statale 12 radd dell'Abetone e del Brennero (SS 12 radd) è una strada statale italiana, direttrice principale della strada statale 12 dell'Abetone e del Brennero dopo che è stato aperto il Traforo del Monte Pisano il 30 marzo 1922.

## Percorso
La strada rende più agevole il collegamento tra Pisa e Lucca grazie alla realizzazione del traforo che attraversa il Monte Pisano. Il tracciato storico della strada statale 12 dell'Abetone e del Brennero, riclassificato SR 12, aggira attraverso Corliano, Rigoli, Molina di Quosa, Pugnano e Ripafratta il monte Pisano dal lato ovest e si dirige a Lucca, dove si congiunge col nuovo tratto.

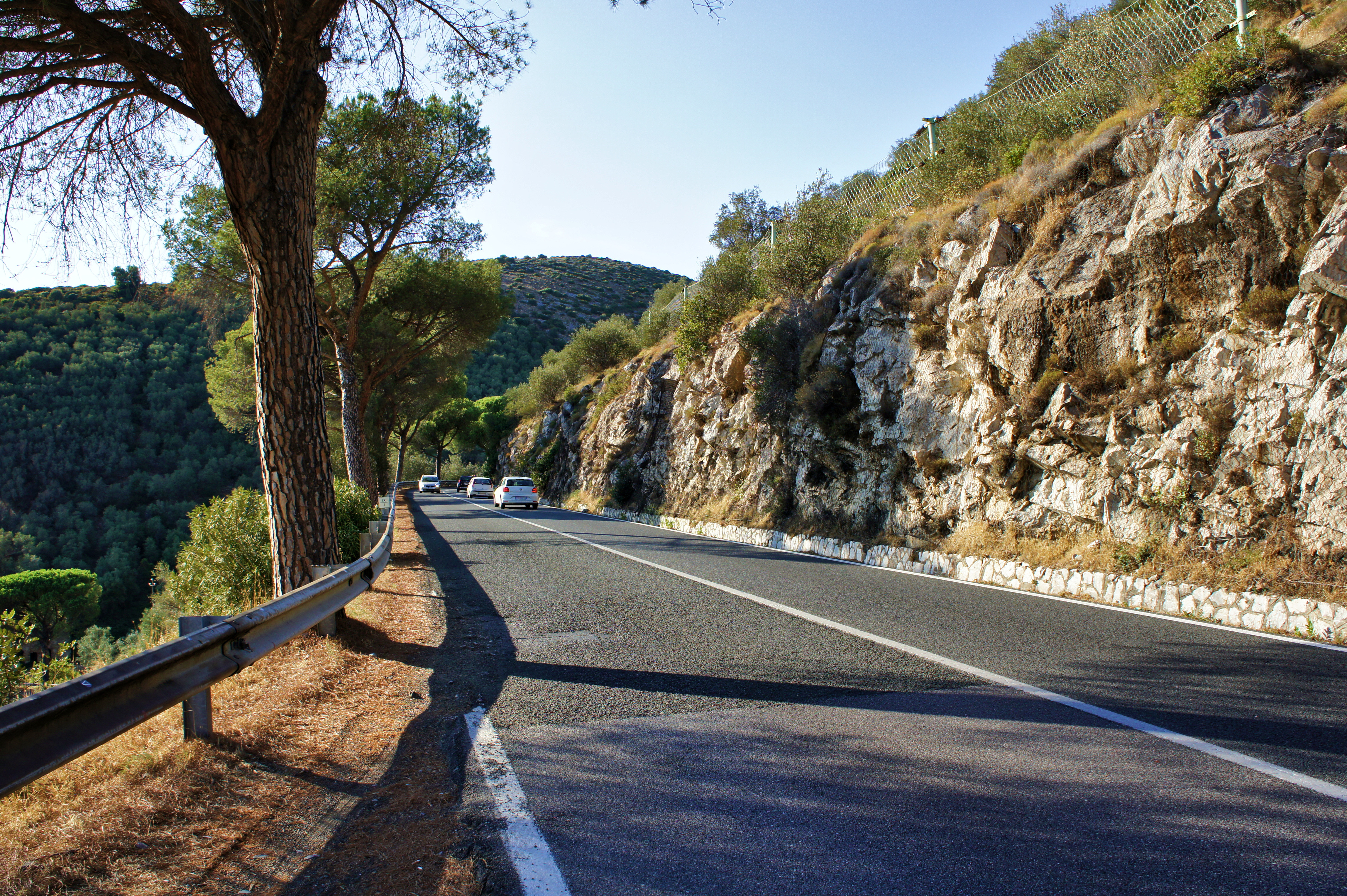
Tratto pisano della SS 12 radd

### Tabella percorso
| dell'Abetone e del Brennero |                                                |      |           |
| Tipo                        | Indicazione                                    | ↓km↓ | Provincia |
|                             | San Giuliano Terme dell'Abetone e del Brennero | 0,0  | PI        |
|                             | Galleria Monti Pisani (950 m)                  | 2,2  | PI/LU     |
|                             | Santa Maria del Giudice                        | 4,0  | LU        |
|                             | Massa Pisana                                   | 8,2  | LU        |
|                             | Firenze-mare (Svincolo di Lucca est)           | 9,2  | LU        |
|                             | Lucca                                          | 9,5  | LU        |